# Urban Assault
《Urban Assault》是一款结合了即时战略与第一人称射击类型的战争题材电脑游戏，由德国的TerraTools公司开发，微软发行。游戏的运行平台为Windows，发行于1998年7月31日，有英语，法语，德语和日语四个语言版本。
游戏以环境崩溃，资源匮乏引起的第三次世界大战为背景，彼时“等离子成型技术”（英語：plasma formation technology）已经成熟，各方势力得以快速制造无人驾驶的坦克、战斗机等战力投入战场。不同于一般的即时战略游戏，玩家在制造与指挥部队之外，亦可选择亲自控制载具，以第一人称视角展开战斗。

## 游戏内容
在单人模式中，游戏每局的目标是占领地图内所有的“关键区域”（英語：key sector）以激活“传送门”（英語：beam gate），并将玩家的“主基地”（英語：host station）移动至传送门内，进入下一关卡。虽然游戏目标并不是摧毁敌军，但由于敌对势力的主基地一般都处于关键区域或传送门的周边甚至正上方，玩家往往必须通过消灭敌军来达成游戏目标。
主基地是一个特殊的单位，是游戏中的生产中心。玩家需消耗游戏中唯一的资源“能量”（英語：energy）来在主基地附近制造建筑与作战单位。“发电站”（英語：power station）是游戏中唯一的能量来源，其可输出的能量没有限量，唯挂载的白色箱体数量越多，输出能量的效率越高。当主基地位于发电站附近时便会自动地获取能量，距离越近，“收获效率”（英語：efficiency）越高；另外，占领发电站周边的区域，亦可提高收获效率。消灭对方的主基地可以提高主基地的能量容量上限。

## 游戏剧情
《Urban Assault》的剧情发生于未来。地球经历了臭氧层空洞的不断扩大，史称“大失误”（英語：The Big Mistake）。臭氧层的毁灭导致了海洋中浮游生物的灭绝，整个地球的食物链进而崩溃。由此引发的粮食短缺很快演变为了争夺资源的战争，也促使了等离子成型技术的诞生。这项技术能将能量直接转变为物质，各国由是得以快速组建军队，世界也因此陷入彻底的战乱，这即是游戏中的第三次世界大战。为避开高强度的紫外光线和有毒的空气，人类被迫躲进避难居所生活，但由于绝大部分成年人都已经摄入过被污染的食物，基本上都无法活过五年。
同时，一族外星人“米科尼安”（英語：Mykonian）入侵地球，认为人类白白浪费了地球富饶的资源，应予驱除。米科尼安向地壳投放了大量用以直接从地核掠夺能量的“寄生机器”（英語：Parasite Machine），欲冷却地核温度，进而削弱地磁场强度，最终使得愈发强烈的太阳辐照毁灭地球上所有植物的生物质，创造出适宜米科尼安生存的环境。在游戏中，米科尼安主要活动于北欧一带，正是因为它们喜爱较低的温度，且低温有利于数据传输。
另一族外星人“苏尔戈伽尔”（英語：Sulgogar）则入侵至了北非区域，因高温环境是苏格加绝佳的产卵场。苏尔戈伽尔在游戏的中后期方才登场，是极为强大的对手。
除玩家扮演的“抵抗军”（英語：The Resistance）外，人类还分有三个阵营，分别是“戈尔科夫”（英語：Ghorkov）、“特尔卡斯滕”（英語：Taerkasten）以及“黑教”（英語：The Black Sect）。
每个关卡开始前，游戏会播报一段剧情简报，玩家通常会通过这些简报来了解剧情。然而除此之外，游戏的许多帮助页面都藏有隐蔽的按钮，通向游戏的剧情故事片段。

## 阵营

### 抵抗军
抵抗军（英語：The Resistance）的总部位于英国，是尊崇民主与自由的阵营。抵抗军曾经濒临覆灭，危急存亡之刻，一群工程师和黑客将自由世界的电脑连接在一起，创造出了七座强大的“主基地”（英語：host station），扭转了这一局势。然而抵抗军不愿将人类的未来托付给人工智能，因此决定由七名自愿牺牲肉体的人来出任“神经突触捐体”（英語：SDU, Synpatic Doner Unit），驾驶掌控七座主基地。这七个人被抵抗军奉为英烈，因其“为他人之肉身存续，情愿毁灭自我之肉身”。
在单人模式中，玩家扮演的角色即是仅剩的一个神经突触捐体，SDU 7。玩家可以在游戏中阅读已被摧毁的SDU留下的日志。
抵抗军的作战单位种类繁多，如配有速射飞弹的重型武装直升机“蜻蜓”（英語：dragonfly），小型核弹载具“犀牛”（英語：Rhino），防空坦克“狐狸”（英語：fox）等。抵抗军的武器主要是炮弹、火箭、导弹和机关枪等，设计风格大多是90年代的“现代风”。其作战单位的性价比出众，泛用性强，但火力偏弱。

### 戈尔科夫
戈尔科夫（英語：Ghorkov）兴起自“大失误”后的东欧，其主基地标志是一个红星，代表其共产主义主张。戈尔科夫所曾经是抵抗军的盟友，但遭到抵抗军的背叛，被出卖给米科尼安，后反目成仇。戈尔科夫所使用的科技与作战单位都与抵抗军相近，但其核武器更为先进，其设计亦富有90年代视角的“未来风”。
戈尔科夫是玩家在游戏中遭遇的第一个敌对阵营，其后续出场贯穿整个游戏，但实力较弱，容易击败。
戈尔科夫的作战单位速度快，灵活性佳。地面突击车“特赫特拉克”（英語：Tekh-Trak），对空气垫坦克“斯皮季”（英語：Speedy），专用于打击主基地的碟状飞机“吉甘特”（英語：Gigant），以及“加尔戈伊尔”（英語：Ghargoil）系列航具等，都是富有戈尔科夫特色的载具。相较于抵抗军，戈尔科夫的火力主要依靠其空中单位，而其地面单位较为孱弱。

### 特尔卡斯滕
特尔卡斯滕（英語：Taerkasten）阵营分布于南欧和非洲，但最初起源于中欧和北欧。特尔卡斯滕有着浓郁的邪教味道，充斥着原教旨主义者和卢德主义者，并声称憎恶一切科技，谴责抵抗军和戈尔科夫等滥用科技的势力毁灭了地球的臭氧层，却讽刺地以“必要之恶”的名义接纳了先进的等离子成型技术，并保有大量先进的武装。特尔卡斯滕尤其仇视戈尔科夫，因其以发达的核技术而著称。
特尔卡斯滕的作战单位普遍火力强大，装甲厚重，代价则是笨重，缓慢，面对灵活的袭扰战术往往无能为力。特尔卡斯滕在进攻中倾向于同时派出大量的“赫策尔”（英語：Hetzel）式战斗机来配合“列昂尼德”（英語：Leonid）坦克的地面进攻。该阵营的设计风格源自于第一次和第二次世界大战。

### 米科尼安
米科尼安（英語：Mykonian）视地球仅如一块电池，而视人类为不知对其加以利用的草芥。米科尼安倾向于在它们易于融入环境的区域出没。
米科尼安的单位呈几何体状，配有“空气棱镜”（英語：Air Prism）、“地基立方”（英語：Ground Cube）等独特的名称。米科尼安使用离子炮作为武器，火力极为强大，唯其装甲较为薄弱。游戏的最终关卡任务即是摧毁米科尼安设置在地球上的寄生机器。

### 苏尔戈伽尔
苏尔戈伽尔（英語：Sulgogar）认为人类是上好的肥料。苏尔戈伽尔的作战单位全部浮空，且拥有知觉。玩家绝少遭遇苏尔戈伽尔，但该阵营拥有游戏中最强的火力，“粒子光束”（英語：Particle Beam）。作为代价，苏尔戈伽尔的主基地无法创造發電站，其单位种类也寥寥无几。
按照默认配置，玩家无法在多人游戏中使用苏尔戈伽尔阵营，然而通过使用著名的“跳墙”（英語：jump gun）秘技，或者通过使用游戏模组，玩家便可扮演苏尔戈伽尔。

### 黑教
黑教（英語：The Black Sect）是一个由海盗、拾荒者、商人组成的神秘阵营。黑教的作战单位拥有伪装能力，不会显示在玩家的雷达上。玩家无法在多人模式中扮演黑教阵营。
黑教不拥有自己的单位，全部都是从其他阵营窃取而来。黑教的“铁砧”（英語：Anvil）主基地剽窃自抵抗军，是抵抗军现有主基地的原型机；离子炮空舰“布伦斯泰因”（英語：Bronsteijn）则来源于特尔卡斯滕。更甚者，黑教还能制造米科尼亚和苏尔戈伽尔阵营的单位，这表明黑教亦曾与外星种族有过纠葛。
在游戏中，黑教拥有能够制造该关卡中所有其他出场势力的单位的能力。由于不似其他阵营一般优劣势鲜明，又拥有雷达匿踪能力，黑教往往是最难以击败的对手。

## 评价
《Urban Assault》收到的媒体评价褒贬不一，但由于缺少宣传推广而销量惨淡，截至1999年，游戏销量仅有40万份。游戏因其复杂的界面，落后的操作方式，单调的游戏模式，随游戏进度而陡增的难度以及上手困难而遭到批评。同时媒体亦称赞了其创新的游戏模式，逼真的三维战场体验，可破坏的游戏环境，丰厚的策略深度，种类丰富的载具，对控制杆设备的绝佳支持以及馬克·史諾的编曲。
然而，与媒体普遍给出的平平评价不同，《Urban Assault》在多家玩家打分的网站上皆获得了非常高的评分。直至2012年，围绕这款游戏的爱好者社区仍然保持活跃，不断有新的游戏模组等内容制作出来。2016年，爱好者社区将一个引擎重制版上传至了Github。

## 《都会黎明》
《Urban Assault》原计划推出《都会黎明》（英語：Metropolis Dawn）资料片，但由于游戏本体销量惨淡，遂遭到取消。在该资料片中，玩家可以扮演戈尔科夫和特尔卡斯滕阵营，亦有新的战斗单位和地图加入。TerraTools公司变为RadonLabs公司前，免费发布了接近成品的《都会黎明》。